# Цзинь Лусянь, Алоизий
Алоизий Цзинь Лусянь (20 июня 1916, Шанхай, Китай — 27 апреля 2013, там же) — католический прелат, епископ Шанхая Китайской Патриотической церкви.

## Биография
Родился 20 июня 1926 года в Шанхае в католической семье. В 1938 году вступил в монашеский орден иезуитов. В 1946 году Алоизий Цзинь Лусянь был рукоположён в священника, после чего обучался в Европе, откуда он возвратился в Китай в 1951 году.
В 1955 году был арестован в составе многочисленной группы католических священников и мирян по делу «8 сентября», которых обвинили в контрреволюционной деятельности под руководством шанхайского епископа Игнатия Гун Пиньмэя. В 1982 году его освободили из заключения.
В 1985 году был рукоположён в епископы без согласия Римского папы. В 2004 году Святой Престол признал его рукоположение.
Скончался 27 апреля 2013 года в Шанхае.